# 2006 UO321
2006 UO321, também escrito como 2006 UO321, é um objeto transnetuniano que está localizado no Cinturão de Kuiper, uma região do Sistema Solar. Este corpo celeste é classificado como um cubewano. Ele possui uma magnitude absoluta de 6,7 e tem um diâmetro estimado com 201 km.

## Descoberta
2006 UO321 foi descoberto no dia 19 de outubro de 2006.

## Órbita
A órbita de 2006 UO321 tem uma excentricidade de 0,066 e possui um semieixo maior de 43,466 UA. O seu periélio leva o mesmo a uma distância de 40,577 UA em relação ao Sol e seu afélio a 46,356 UA.